# Chiesa dei Santi Lorenzo e Stefano (Grosso)
La chiesa dei Santi Lorenzo e Stefano è la parrocchiale di Grosso, in città metropolitana ed arcidiocesi di Torino; fa parte del distretto pastorale Torino Nord.

## Storia
La prima citazione di una chiesa in paese, dedicata al solo San Lorenzo, risale al 1349 ed è contenuta nel decreto con cui il vescovo Tommaso di Savoia stabilì che alla parrocchia grossese fosse unita quella soppressa di Liramo; questa disposizione divenne effettiva due anni dopo.
Tra i secoli XVI e XVII la chiesa fu interessata da un intervento di rifacimento; nel 1908 si provvide alla realizzazione del deambulatorio e alla realizzazione del pavimento.
Nel 1939 vennero rinnovate le decorazioni dell'interno; negli anni sessanta la pianta della struttura fu ruotata di 180 gradi e nel decennio successivo, in ossequio alle norme postconciliari, si procedette alla costruzione del nuovo altare rivolto verso l'assemblea.

## Descrizione

### Esterno
La facciata a salienti della chiesa, rivolta ad oriente, è composta da un corpo centrale e da due laterali: il primo è scandito da due paraste, sorreggenti il timpano triangolare dentellato, e presenta il portale d'ingresso e una finestra, mentre le due altre parti del prospetto sono caratterizzate da due oculi.
Annesso alla parrocchiale è il campanile a base quadrata, suddiviso in più ordini da cornici; la cella presenta su ogni lato una bifora e sormontata da un ulteriore registro, a sua volta coronato dalla guglia piramidale.

### Interno
L'interno dell'edificio è suddiviso da pilastri, sorreggenti archi a tutto sesto, in tre navate, di cui la centrale spartita in tre campate e le laterali in due; al termine dell'aula si sviluppa il presbiterio, sopraelevato di un gradino e collegato al retrostante deambulatorio tramite delle arcate.
Qui sono conservate diverse opere di pregio, tra le quali la pala raffigurante la Madonna con Bambino con i Santi Vito, Crescente, Lorenzo e Stefano, collocata sull'altare maggiore, e la statua con soggetto San Ferreolo.